# Saint-Aubin-d'Aubigné
Saint-Aubin-d'Aubigné är en kommun i departementet Ille-et-Vilaine i regionen Bretagne i nordvästra Frankrike. Kommunen ligger i kantonen Saint-Aubin-d'Aubigné som tillhör arrondissementet Rennes. År 2022 hade Saint-Aubin-d'Aubigné 4 231 invånare.

## Befolkningsutveckling
Antalet invånare i kommunen Saint-Aubin-d'Aubigné
Referens:INSEE